# Olibrinus roseus
Olibrinus roseus is een pissebed uit de familie Olibrinidae. De wetenschappelijke naam van de soort is voor het eerst geldig gepubliceerd in 1977 door Roman.